# Jesús Angoy
Jesús Mariano Angoy Gil (Alagón, 22 maggio 1966) è un allenatore di calcio, ex calciatore ed ex giocatore di football americano spagnolo, di ruolo portiere e kicker.

## Biografia
Dal suo matrimonio con la figlia dell'ex calciatore Johan Cruijff ha avuto Jesjua Andrea, anch'egli calciatore.

## Carriera

### Calcio
Nella stagione 1994-1995 ha giocato 5 partite in campionato con il Barcellona e una in Coppa del Re. Nella stagione successiva, invece, ha collezionato 4 presenze in campionato e una in Coppa UEFA.

### Football americano
Dopo il termine della carriera calcistica ha militato per sette stagioni nei Barcelona Dragons, squadra di NFL Europe, per poi trasferirsi ai Badalona Dracs e ai Lions Bergamo.

## Palmarès

### Calcio

#### Giocatore

##### Competizioni nazionali
- Supercoppa di Spagna: 1

Barcellona: 1994

### Football americano

#### Competizioni nazionali
- Campionato italiano: 2

Lions Bergamo: 2004, 2005